# ريبير رو
ريبير رو (بالإنجليزية: Ripper Roo)‏ شخصية خيالية في سلسلة ألعاب الفيديو كراش بانديكوت، وهو كنغر أزرق مجنون ويعتبر أول تجربة فاشلة للدكتور نيو كورتيكس، وكان أول ظهور له في كراش بانديكوتعام 1996.